# A Suma Sacerdotisa

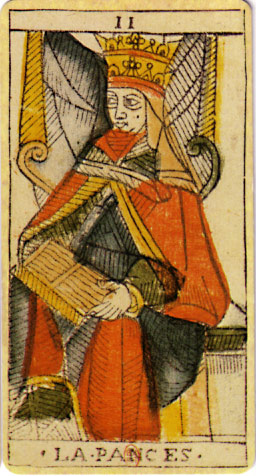
A Suma Sacerdotisa

A Suma Sacerdotisa, também chamada de Papisa nos tarôs clássicos, é o segundo arcano maior do tarô. É, geralmente, representada pela imagem de uma mulher da casa dos 40 anos, vestida com trajes papais ou cerimoniais. Simboliza uma figura materna, grande detentora de conhecimento, mas que precisa protegê-lo de influências. Esta carta tem o número II e a letra hebraica Beth ou Guimel dependendo do tipo de tarô ou escola esotérica, que está ligada à Papisa.

## Simbologia
A Papisa ou a Suma Sacerdotisa, nos tarôs modernos simboliza o sabedoria, o conhecimento, a intuição, o crescimento, a gestação, a nutrição da alma e do corpo. Nos clássicos fala daquilo que é escondido e maquiado, de assuntos secretos que não podem vir à tona para que a situação permaneça a mesma, ou que precisem vir à tona para que a situação possa evoluir.
Os pilares reafirmam a dualidade expressa pelo número dois da Suma Sacerdotisa. Sua essência é o paradoxo.
No Tarô Rider-Waite, Na mão direita segura o símbolo da sabedoria, um pergaminho. Na mão esquerda, a Suma Sacerdotisa tem espigas de trigo, símbolo do alimento que distribui generosamente. A lua sobre a sua cabeça remete para a intuição, um dom que lhe pertence. Tem um gato a seus pés, antigo símbolo da magia. Ela lembra uma mãe, mas também o poder fertilizante da mulher. Tudo o que ela planta, dá frutos.
Nos tarôs clássicos, anteriores, a figura aparece sempre como uma Papisa. Intimamente ligada aos populares dizeres medievais sobre a existência da Papisa Joana - o Antipapa João VIII, que foi papa de Roma por 2 anos entre 852 e 855, sendo deposto após ser descoberto se tratar de uma mulher disfarçada.
Em suas primeiras versões, como se vê em apresentações dos primeiros tarôs encontrados, como o Visconti-Sforza, aparece como uma mulher de aparência atormentada e grávida.
Em alguns tarôs clássicos como o Marseille Convos, Marseille Marteau e Marseille Grimaud, a mulher aparece olhando para fora da carta, com aparência de quem é surpreendida por algo desagradável em sua face.
Nos tarôs clássicos, a carta fala não só de astúcia e inteligência, mas também de embuste, tanto em um aspecto positivo (de adaptação) como em um aspecto negativo (de sublimação) - principalmente quando a companhada de cartas como o 7 de copas ou A Lua.